# Estepterio
Estepterio (en griego antiguo: Σεπτήριον, romanizado: Septerion) o "fiesta de las coronas", llamada en otros lugares Septerio, era una fiesta ceremonial y religiosa de purificación. Junto con los Juegos Píticos, era la fiesta más importante de la liturgia délfica.

## La fiesta en sí

### Su carácter mistérico y lugares del culto
Esta fiesta asumía un carácter mistérico y en parte la celebraban los iniciados.

Una parte de la fiesta transcurría lejos, en el valle del Tempe, en Tesalia septentrional, donde al parecer se representaba la lucha de Apolo contra Pitón así como su posterior huida a Tempe. Algunos indicaban que marchó a Tempe para purificarse de la muerte de Pitón, y otros que fue hasta allí siguiendo a Pitón.
En la zona sagrada, un espacio circular junto al pórtico de los atenienses en Delfos, se construía una cabaña de madera y al lado o dentro se disponía una mesa. La cabaña representaba la cueva del dragón o según una interpretación racionalista, la sede de un rey o de un tirano, pues Evémero hace de Pitón un antiguo soberano del país.

### Liturgia
Un muchacho "cuyos padres vivían todavía" entraba en la plaza con un séquito de portadores de antorchas (lampadóforos). Prendían fuego a la cabaña, tiraban la mesa y, sin volver la cabeza, huían por las distintas puertas del recinto sagrado. El muchacho y sus compañeros tenían que "errar" hasta llegar al valle del Tempe, donde se purificaban en el río y ofrecían sacrificios.
La ceremonia de la plaza de Delfos parece ser que se celebraba sin testigos profanos. Toda la población de los alrededores acude, nos cuenta Claudio Eliano en su Historia varia, "y participa, sacrifica y organiza bebidas en común. Las personas que sacrifican son tan numerosas que todos los que se acercan a pie o en barca son acogidos por los aromas más agradables".
Después de coronarse con laurel, los jóvenes delfios volvían por el camino "llamado Pitia", que pasaba a través de las Termópilas.

## Interpretación del rito
Algunos autores modernos han explicado esta fiesta como un rito de paso, de iniciación de la infancia a la adolescencia o, como un rito de año nuevo, representando la cabaña el año viejo. Estas explicaciones se contradicen con el hecho de que la fiesta no era anual, sino que se celebraba cada ocho años.